# Strettamente personale
Strettamente personale era un programma televisivo italiano condotto da Marco Balestri, che ne è anche autore, con la collaborazione di Natalia Estrada, andato in onda su TMC nel 1996-1997 alle 13:30.

## La trasmissione
Nel programma venivano invitati gli autori di diverse inserzioni amorose che cercavano l'anima gemella tramite il programma.

## Controversie
Il 4 marzo 1997 il programma ospitò un ventiseienne croato, Elvis Busic, che cercava un uomo tra i 30 e i 45 anni, "seriamente intenzionato a instaurare una relazione duratura con eventuale convivenza", e si sollevò una grande polemica. Il programma fu infatti criticato, tra gli altri, da Claudio Sorgi, critico televisivo di Avvenire, da don Antonio Mazzi e da Angela Buttiglione, la quale attaccò anche Vittorio Cecchi Gori.
Marco Balestri difese le scelte degli autori dicendo: "Non si vede mica Elvis Busic, l'inserzionista, in sottoveste e reggicalze, che ammicca alla telecamera in cerca di clienti. Lui è un uomo come tanti altri, si definisce fedele e vuole una persona accanto fedele. Non è una checca persa a caccia di emozioni. Purtroppo siamo abituati proprio da certi film a vedere gay in situazioni a luci rosse. Ma per fortuna ci sono anche molte persone tranquille e normali".

## Ascolti
Il programma aveva uno share di circa il 6,5%, molto superiore alla media di rete del periodo.